# 1629

## Родени
- 14 април – Кристиан Хюйгенс, Холандски механик, физик, астроном и математик
- 17 август – Ян III Собиески, Крал на Полша, Велик Княз на Литва